# Caspar Abel
Caspar Abel (Hindenburg, 14 de juliol de 1676 - Westdorf, 11 de gener de 1764) fou un teòleg, predicador, poeta i historiador alemany. Fou autor de diverses obres històriques, satíriques i poètiques.

## Biografia
El seu pare, Joachim Abel, fou ministre protestant. Estudià teologia a la Universitat Martí Luter de Halle-Wittenberg. El 1696 va esdevenir professor i més tard rector a Osterburg, i el 1698 entrà com a professor a la Johannisschule a Halberstadt, càrrec que mantingué durant més de vint anys. Després va seguir els estudis a l'escola de Sant Martí a Brunswick i a la Universitat de Helmstedt, on va intentar formar-se en dret, però hi hagué de renunciar atès que es va fer pastor el 1718 de l'església de Sant Jordi, a Westdorf, càrrec que ocupà fins a la seva mort.
La seva obra sobre la monarquia al món antic fou considerada essencial en el tema per Gottfried Leibniz en raó dels punts de vista allà descrits, la qual cosa el mogué a publicar-ne una edició en llatí, com ho exigia el rigor acadèmic d'aleshores.
Del 1748 al 1764 tingué per col·laborador Johann Gottfried Bürger, pare del poeta alemany Gottfried August Bürger.

## Obres
- Jubelfest des Brandenburgischen Unterthanen, 1700.
- Abbildung eines rechtschaffenen Predigers, 1710.
- Historia monarchiarum Orbis antiqui. Leipzig/Stendal, 1718.
- Die hülflose Sassine, 1735-36.
- Una traducció de l'obra d'Ovidi: Epistolae Heroidum oder Brieffe der Heldinnen[Enllaç no actiu]. Leipzig, 1704.
- Preussische und Brandenburgische Staats-Historie. Leipzig/Stendal 1710, 2 vols.
- Preußische und Brandenburgische Reichs- und Staatsgeographie, 1711, 2 volums, addicions el 1747.
- Stifts-, Stadt- und Landchronik des jetzigen Fürstentums Halberstadt, (Crònica del Principat de Halberstadt), Bernburg, 1754. Per a elaborar aquesta obra es va basar en les "Crónicas de Halberstadt", escrites pel sacerdot Johann Winnigstedt (1500-1569).
- Drei plattdeutsche Satiren. (Tres sàtires en baix alemany) Múnic, 1891.
- La traducció Auserlesene Satirische Gedichte, col·lecció de poemes satírics extrets de traduccions de les sàtires de Boileau (1729-32) i d'Horaci. Quedlinburg, 1704, 1723.
- Teutsche und Sächsische Alterthümer. (Antiguitats teutòniques i saxones) Braunschweig, 1729-32, 3 vols.
- Hebräische Alterthümer[Enllaç no actiu], (Antiguitats hebraiques), Abel, Kaspar, Leipzig, 1736.